# レノックス・ルイス
レノックス・ルイス（Lennox Lewis, CM CBE、1965年9月2日 - ）は、イギリスのスポーツ解説者、元プロボクサー。ロンドン・ウェストハム出身。アメリカ合衆国フロリダ州在住。元WBA・WBC・IBF世界ヘビー級統一王者。ソウルオリンピックスーパーヘビー級金メダリスト。

## 概要
身長196cm（6フィート5インチ）にしてリーチが213cm（84インチ）、全盛期の体重は111kg（245ポンド）であった。キャリアを通して長身と規格外のリーチを活かしたアップライト・スタイル（上体を真っ直ぐにして構えるスタイル）を採用していた。シャープな左ジャブと右ストレートを駆使した遠距離と中間距離での攻防に優れ、更に相手を一撃で沈めるフック系のパンチも持ち合わせていた。また身体能力が高く、状況に応じてインファイトでアグレッシブに戦うこともでき、ショートレンジでの右アッパーなども得意としていた。
1988年のソウルオリンピックスーパーヘビー級で金メダルを獲得。プロに転向後は、幾多の強豪が台等した90年代から2000年代初頭のヘビー級ボクシングにおいて、世界王座を3度獲得、主要3団体の王座統一、合計14度の王座防衛に成功するなど活躍し「ヘビー級史上最高のボクサーの1人」と称される。2018年、イギリスのボクシング週刊誌『ボクシング・ニュース』は、ルイスをモハメド・アリとジョー・ルイスに次いで史上3番目に偉大なヘビー級ボクサーと評した。同誌は、ルイスは試合毎にムラがあるとしながらも、ルイスが万全の状態の時は、どの歴代ヘビー級王者よりも優れていたと述べている。キャリアで喫した2敗はいずれもリベンジを果たしており、また1戦目で引き分けたイベンダー・ホリフィールドにも2戦目で勝利を収めている。引退した歴代ヘビー級王者の中で、ルイスはロッキー・マルシアノとインゲマル・ヨハンソンと並んで、キャリアで対戦経験のある全てのボクサーから勝利を収めた3人のうちの1人であり、キャリアの敗戦を全てリベンジした唯一のヘビー級ボクサーでもある。また、ルイスはジーン・タニー、ロッキー・マルシアノ、ビタリ・クリチコとともに、世界ヘビー級王者のまま引退した4人のボクサーのうちの1人である。

## 来歴
1965年9月2日、イギリス・ロンドンのウェスト・ハムでジャマイカ人の両親の間に生まれた。出生時の体重は4800g（10ポンド10オンス）もあり、母親によれば、ルイスは幼少期に他の子供たちとよく喧嘩をしていたという。1977年、12歳の時に母親とともにカナダのオンタリオ州キッチナーに移住した。高校時代はカナディアンフットボール、サッカー、バスケットボールで優秀な成績を収め、バスケットボールでは同校のチームがオンタリオ州選手権で優勝するのに貢献した。その後ボクシングに興味を持つと、1978年頃からボクシングのトレーニングを始め、アマチュアボクサーとして世界ジュニア選手権で優勝するなどすぐに才能を開花させた。
1988年、カナダ代表としてソウルオリンピックのスーパーヘビー級に出場し、決勝でリディック・ボウをレフェリーストップで破り金メダルを獲得した。
アマチュア時代の戦績は85勝9敗だった。

### プロ時代
プロ転向を決意したルイスは、母国イギリスに帰国し「カナダにいた時も自分のことを常にイギリス人だと思っていた」と主張したが、イギリスのメディアはルイスに対して「彼は根本的にカナダ人だが、都合のいい時だけイギリス人になる」と悪意のある報道をした。2015年にルイスは「プロに転向した時、キャリアを追求するためにイギリスに戻らなければならなかった。当時、カナダにはボクサーを育成するためのインフラが整っていなかったんだ」と振り返っている。
1989年6月27日、ロンドンのロイヤル・アルバート・ホールでアル・マルコムを相手にプロデビュー戦を行い、2回19秒TKO勝ちを収めた。
1990年10月31日、ロンドンのクリスタル・パレス・ナショナル・スポーツセンターでジーン＝モーリス・チャネットと対戦し、6回16秒TKO勝ちを収めEBU欧州ヘビー級王座獲得に成功した。
1991年3月6日、ロンドンのウェンブリー・アリーナでゲイリー・メイソンと対戦し、7回44秒TKO勝ちを収め英国ヘビー級王座獲得に成功し、EBU王座の初防衛に成功した。その後、ルイスはノンタイトル戦で元WBA世界ヘビー級王者マイク・ウィーバー等を破った。
1992年4月30日、ロンドンのロイヤル・アルバート・ホールでデレク・ウィリアムズと対戦し、3回2分30秒TKO勝ちを収めコモンウェルス王座獲得に成功し、3度目のEBU王座防衛、2度目の英国王座防衛に成功した。
1992年10月31日、ロンドンのアールズ・コート・エキシビション・センターで強豪ドノバン・ラドックとWBC世界ヘビー級挑戦者決定戦を行い、2回46秒TKO勝ちを収めコモンウェルス王座の初防衛に成功した。この勝利でWBA・WBC・IBF統一世界ヘビー級王者リディック・ボウへの挑戦が事実上決まるが、ボウがルイスとの対戦を拒否したため、12月14日付けでWBC王座剥奪。これによりルイスがWBC世界ヘビー王者に認定された。
1993年5月8日、ネバダ州ラスベガスのトーマス&マック・センターで元IBF世界ヘビー級王者トニー・タッカーと対戦し、12回3-0の判定勝ちを収め王座の初防衛に成功した。
1993年5月8日、カーディフのカーディフ・アームズ・パークで後のWBC世界ヘビー級王者フランク・ブルーノと対戦。3回にブルーノの右ストレートでぐらつき、4回まで劣勢となっていたが、5回から徐々に巻き返し7回1分12秒TKO勝ちを収め2度目の王座防衛に成功した。
1994年5月6日、ニュージャージー州アトランティックシティのボードウォーク・ホールでフィル・ジャクソンと対戦し、8回1分35秒TKO勝ちを収め3度目の王座防衛に成功した。
1994年9月24日、ロンドンのウェンブリー・アリーナでオリバー・マッコールと対戦。試合前はルイスの圧倒的有利と目されていたが、2回にカウンターの右ストレートでダウンを奪われ、ルイスは立ち上がり試合続行の意思を示したものの、レフェリーストップが掛かり大番狂わせとなる2回31秒TKO負け。王座から陥落し、26戦目でプロ初黒星を喫した。試合後、ルイスはトレーナーのペペ・コレアを解任し、なんと対戦相手マッコールのトレーナーを務めたエマニュエル・スチュワードを新たなトレーナーとして雇った。スチュワードもルイスに大きな可能性を見出しており、直ぐにでもルイスに協力したいと表明した。
1995年10月7日、ニュージャージー州アトランティックシティのボードウォーク・ホールで元WBO世界ヘビー級王者トミー・モリソンと対戦し、6回1分22秒TKO勝ちを収め、IBC世界ヘビー級王座獲得に成功した。続く1996年5月10日、ニューヨークのマディソン・スクエア・ガーデンで元WBO世界ヘビー級王者レイ・マーサーと対戦し、苦戦の末に10回2-0の判定勝ちを収めた。
1997年2月7日、マイク・タイソンが返上し空位となったWBC世界ヘビー級王座を懸けて、3年前に敗れた元WBC世界ヘビー級王者オリバー・マッコールと再戦。ルイスが優勢に試合を進める中、3回からマッコールは明らかに戦意を喪失した状態で試合を行い、遂には試合中にもかかわらず泣き出してしまう醜態を見せ、5回55秒にレフェリーストップでTKO勝ちを収め、雪辱ならびにWBC王座返り咲きを果たした。
1997年10月4日、ニュージャージー州アトランティックシティのボードウォーク・ホールでリディック・ボウを2度に渡り苦しめたアンドリュー・ゴロタと対戦し、左右の連打でダウンを奪い1回1分35秒KO勝ちを収め2度目の王座防衛に成功した。
1998年3月28日、ニュージャージー州アトランティックシティのボードウォーク・ホールで後のWBO世界ヘビー級王者シャノン・ブリッグスと対戦。2回までブリッグスの猛攻を耐える時間が続いたものの、3回からルイスが反撃に転じ、最後は右ストレートで5回1分45秒TKO勝ちを収め3度目の王座防衛に成功した。
1999年3月13日、ニューヨークのマディソン・スクエア・ガーデンでWBA・IBF世界ヘビー級統一王者イベンダー・ホリフィールドと3団体統一戦を行い、12回1-1の判定ドローで5度目の王座防衛に成功した。しかし、殆どのファンや関係者がルイスの勝利を支持するなど物議を醸し、試合の統計でもルイスのパンチ数が348発に対しホリフィールドのパンチ数は130発で、ジャブの数でもルイスはホリフィールドを137発対52発で上回っていた。
1999年11月13日、WBA・IBF世界ヘビー級統一王者イベンダー・ホリフィールドと再戦。激しい打ち合いを展開し12回3-0の判定勝ちを収め、6度目のWBC王座防衛に成功すると同時に、WBA・IBF王座獲得に成功した。また、この再戦はIBOの王座決定戦も兼ねており、これで4団体の世界王座統一を果たした形となった。その後、2000年4月29日にWBA王座を剥奪された。
2000年4月29日、ニューヨークのマディソン・スクエア・ガーデンで31戦無敗のマイケル・グラントと対戦し、2回2分53秒KO勝ちを収め7度目のWBC王座防衛、IBFとIBO王座の初防衛に成功した。
2000年11月11日、ネバダ州ラスベガスのマンダレイ・ベイ内ミケロブ・ウルトラ・アリーナでサモアの強打者デビッド・トゥアと対戦し、12回3-0の判定勝ちを収め9度目のWBC王座防衛、IBFとIBO王座の3度目の防衛に成功した。
2001年4月22日、南アフリカのカーニバルシティ・カジノでハシーム・ラクマンと対戦。試合前のオッズでは20対1でルイスの圧倒的有利と目されていたが、5回2分32秒に右ストレートで大番狂わせとなるKO負け。3団体の王座から陥落した。
2001年11月17日、WBC・IBF・IBO世界ヘビー級統一王者ハシーム・ラクマンと再戦。試合前、ルイスは前戦のラクマンのKOを「ラッキーパンチ」と述べ、ESPNのテレビ番組でラクマンと共演した際には、舌戦を繰り広げた末にスタジオを破壊するほどの乱闘騒ぎを起こした。試合はルイスが終始優勢となり、4回1分29秒に左右フックでラクマンを失神させKO勝ち。王座奪還に成功すると共に雪辱を果たした。
2002年4月6日、ネバダ州ラスベガスでマイク・タイソンと対戦することが決定していたが、1月22日にニューヨークで行われた公開記者会見のステージ上で、タイソンがいきなり足早に歩み寄ってルイスに襲いかかろうとするも、ルイスのボディーガードに阻止されるとタイソンはそのボディーガードに向かって殴りかかり、そこからタイソンとルイスがパンチを放ち合い床に転がり取っ組み合いになると両陣営が入り乱れた大乱闘に発展した。タイソンは乱闘が一段落すると、ステージの先頭に立ち、記者席にいたルイスの母親か女性フォトグラファーに向かって股間を掴みながら下品な罵り言葉を発し、そして、ある記者の「タイソンには拘束衣を着せるべきだ」との言葉を聞きつけると、その記者に向かって差別用語や卑俗な言葉を浴びせ悪態をついた。この乱闘に巻き込まれ、歯を折った上にテーブルに頭をぶつけて失神したWBC会長ホセ・スレイマンは、タイソンにつばを吐きかけられ殺すと脅されたとして、後にタイソンとルイスを相手取り、5600万ドルの訴訟を起こした。また、タイソンは乱闘の最中にルイスの太腿に噛み付いたことを認め、335,000ドルの罰金を支払っている。この乱闘によりネバダ州アスレチック・コミッションはタイソンへのボクシングライセンス交付を拒否、このため試合は延期となり、他の州のアスレチック・コミッションにもライセンス交付を拒否されるも、最終的にテネシー州メンフィスで開催されることとなった。
2002年6月8日、テネシー州メンフィスのメンフィス・ピラミッドで元WBA・WBC・IBF世界ヘビー級統一王者マイク・タイソンと対戦し、右ストレートで8回2分25秒KO勝ちを収め3団体王座の初防衛に成功した。試合後、解説者として来場していた元WBA・WBC・IBF世界ヘビー級王者ジョージ・フォアマンは「ルイスは間違いなくヘビー級史上最高のボクサーだ」と語った。その後、9月5日付けでIBF王座返上。
2003年6月21日、元WBO世界ヘビー級王者ビタリ・クリチコと対戦。苦戦するもクリチコの負傷（パンチによる瞼のカット）により6回終了時TKO勝ち。WBC・IBO王座の2度目の防衛に成功。この試合を最後に2004年に引退。保持していたWBC・IBO王座を返上した。ヘビー級で世界王者のままでの引退はロッキー・マルシアノ以来。
2008年、世界ボクシング殿堂の選手部門で殿堂入りが決定し、11月15日にロサンゼルスのマリオットホテルにて殿堂入りのセレモニーが行われた。2009年には国際ボクシング名誉の殿堂博物館の殿堂入りも決定した。

## 人物・エピソード

### タイソンとの初対面
ルイスは2019年にジョー・ローガンのポッドキャストで、マイク・タイソンと初めて出会ったのが18歳の時だった（タイソンは当時17歳）と振り返っている。当時、ルイスはカナダ代表としてドミニカ共和国のサントドミンゴで行われた世界ジュニア選手権で優勝し、この際に居合わせたアメリカ代表チームから「お前はまだ最強の男と戦っていない」と言われたため、ルイスが「アメリカは最強のチームを連れてきてないのか？」と尋ねたところ「その男とトレーナーは飛行機に乗るのが苦手だからここに来ていないんだ。彼らの名はマイク・タイソンとカス・ダマトだ」と答えたという。その後、ルイスはタイソンとダマトの住むニューヨーク州キャッツキルに向かい、17歳のタイソンと初対面を果たし3日間スパーリングを行った。ルイスはタイソンの第一印象として「彼はとてもいい人だった」と振り返っているが、いざスパーリングが始まると豹変し殺す気でパンチを打ってきたという。また、スパーリングの際にタイソンのトレーナーで養父でもあったダマトが「マイク！お前はいずれ彼（ルイス）と戦うことになるんだ！しっかりしろ！」とタイソンに向かって叱咤していたといい、実際にルイスとタイソンは2002年に対戦している。

### その他

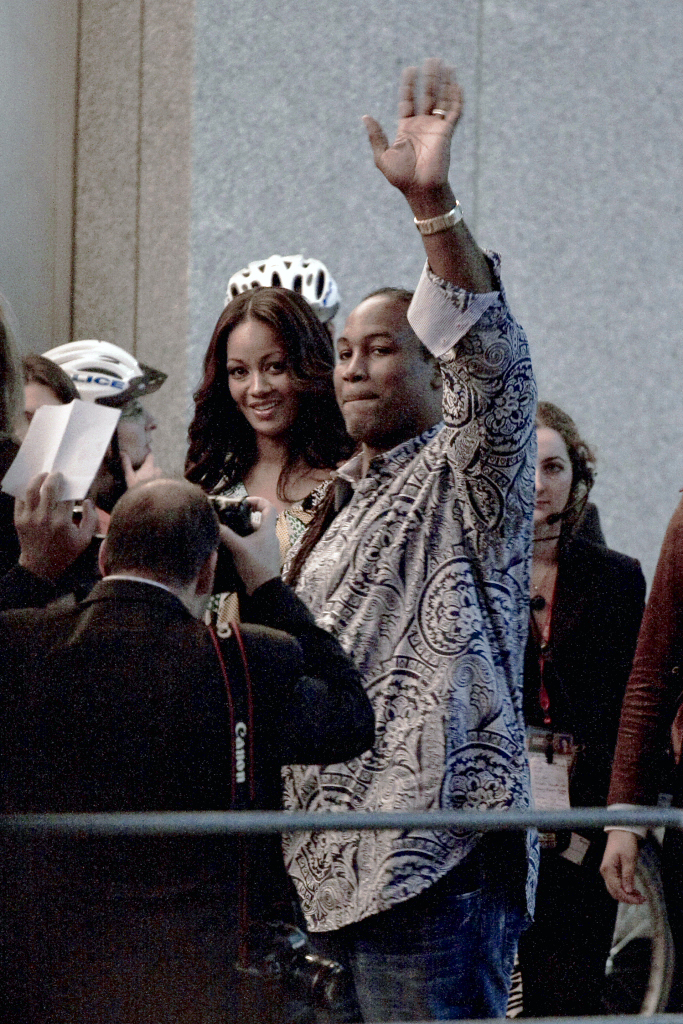
妻ヴァイオレットとともにトロント国際映画祭に出席するルイス（2010年）

- ルイスはミス・ユニバース・ジャマイカに出場経験のあるモデルのヴァイオレット・チャンと2005年に結婚し、4人の子供をもうけた。また、現在は家族とともにフロリダ州マイアミビーチに移住している[13]。
- 慈善家として、ルイスはジャマイカ、カナダ、アメリカ、イギリスの恵まれない子供たちを支援する慈善団体『レノックス・ルイス財団』を運営している[14]。
- 2011年、オンタリオ州ウォータールーのウィルフリッド・ローリエ大学から法学の名誉博士号を授与された[14]。
- 2002年、ルイスはプロレス団体『WWE』の会長ビンス・マクマホンから、500万ポンドでプロレス参戦のオファーを受けたと語っており、2003年2月に開催されたプロレス興行ノー・ウェイ・アウトでブロック・レスナーと対戦する可能性もあったという[15]。
- 趣味はチェスで、雪辱を熱望するビタリ・クリチコはルイスの引退後、「チェスでもいいから戦いたい」と語っている。
- 引退後はボクシングの解説者を務めている。

## 戦績
- プロボクシング：44戦 41勝 (32KO) 2敗 1分

| 戦           | 日付           | 勝敗 | 時間    | 内容    | 対戦相手                     | 国籍             | 備考                                                           |
| ------------ | -------------- | ---- | ------- | ------- | ---------------------------- | ---------------- | -------------------------------------------------------------- |
| 1            | 1989年6月27日  | ☆    | 2R 0:19 | KO      | アル・マルコム               | イギリス         | プロデビュー戦                                                 |
| 2            | 1989年7月21日  | ☆    | 2R      | TKO     | ブルース・ジョンソン         | アメリカ合衆国   |                                                                |
| 3            | 1989年9月25日  | ☆    | 4R 0:33 | TKO     | アンドリュー・ジェラード     | イギリス         |                                                                |
| 4            | 1989年10月10日 | ☆    | 1R      | KO      | スティーブ・ガーバー         | イギリス         |                                                                |
| 5            | 1989年11月5日  | ☆    | 2R 0:30 | 失格    | メルビン・エップス           | アメリカ合衆国   |                                                                |
| 6            | 1989年12月18日 | ☆    | 5R 0:51 | TKO     | グレッグ・ゴレル             | アメリカ合衆国   |                                                                |
| 7            | 1990年1月31日  | ☆    | 2R 1:25 | TKO     | ノエル・クォーレス           | イギリス         |                                                                |
| 8            | 1990年3月22日  | ☆    | 1R 2:34 | KO      | カルヴィン・ジョーンズ       | アメリカ合衆国   |                                                                |
| 9            | 1990年4月14日  | ☆    | 1R 0:58 | TKO     | マイケル・シムウェル         | ザンビア         |                                                                |
| 10           | 1990年5月9日   | ☆    | 1R 2:59 | KO      | ホルヘ・ダスコラ             | アルゼンチン     |                                                                |
| 11           | 1990年5月20日  | ☆    | 6R 2:11 | TKO     | ダン・マーフィー             | アメリカ合衆国   |                                                                |
| 12           | 1990年6月27日  | ☆    | 8R      | 判定3-0 | オッシー・オカシオ           | プエルトリコ     |                                                                |
| 13           | 1990年7月11日  | ☆    | 2R 0:34 | KO      | マイク・エイシー             | アメリカ合衆国   |                                                                |
| 14           | 1990年10月31日 | ☆    | 6R 0:16 | TKO     | ジーン＝モーリス・チャネット | フランス         | EBU欧州ヘビー級王座決定戦                                      |
| 15           | 1991年3月6日   | ☆    | 7R 0:44 | TKO     | ゲイリー・メイソン           | イギリス         | 英国ヘビー級タイトルマッチ EBU防衛1                            |
| 16           | 1991年7月12日  | ☆    | 6R 1:05 | KO      | マイク・ウィーバー           | アメリカ合衆国   |                                                                |
| 17           | 1991年9月30日  | ☆    | 2R 1:30 | KO      | グレン・マクローリー         | イギリス         | 英国防衛1・EBU防衛2                                            |
| 18           | 1991年11月23日 | ☆    | 3R 2:47 | TKO     | タイレル・ビッグス           | アメリカ合衆国   |                                                                |
| 19           | 1992年2月1日   | ☆    | 10R     | 判定3-0 | リーバイ・ビラップス         | アメリカ合衆国   |                                                                |
| 20           | 1992年4月30日  | ☆    | 3R 2:30 | TKO     | デレク・ウィリアムズ         | イギリス         | コモンウェルスヘビー級タイトルマッチ 英国防衛2・EBU防衛3       |
| 21           | 1992年8月11日  | ☆    | 4R 1:02 | TKO     | マイク・ディクソン           | アメリカ合衆国   |                                                                |
| 22           | 1992年10月31日 | ☆    | 2R 0:46 | TKO     | ドノバン・ラドック           | カナダ           | コモンウェルス防衛1                                            |
| 23           | 1993年5月8日   | ☆    | 12R     | 判定3-0 | トニー・タッカー             | アメリカ合衆国   | WBC防衛1                                                       |
| 24           | 1993年10月1日  | ☆    | 7R 1:12 | TKO     | フランク・ブルーノ           | イギリス         | WBC防衛2                                                       |
| 25           | 1994年5月6日   | ☆    | 8R 1:35 | TKO     | フィル・ジャクソン           | アメリカ合衆国   | WBC防衛3                                                       |
| 26           | 1994年9月24日  | ★    | 2R 0:31 | TKO     | オリバー・マッコール         | アメリカ合衆国   | WBC陥落                                                        |
| 27           | 1995年5月13日  | ☆    | 5R 2:55 | TKO     | リオネル・バトラー           | アメリカ合衆国   |                                                                |
| 28           | 1995年7月2日   | ☆    | 4R 1:48 | TKO     | ジャスティン・フォーチュン   | オーストラリア   |                                                                |
| 29           | 1995年10月7日  | ☆    | 6R 1:22 | TKO     | トミー・モリソン             | アメリカ合衆国   | IBC世界ヘビー級タイトルマッチ                                  |
| 30           | 1996年5月10日  | ☆    | 10R     | 判定2-0 | レイ・マーサー               | アメリカ合衆国   |                                                                |
| 31           | 1997年2月7日   | ☆    | 5R 0:55 | TKO     | オリバー・マッコール         | アメリカ合衆国   | WBC世界ヘビー級王座決定戦                                      |
| 32           | 1997年7月12日  | ☆    | 5R 2:34 | 失格    | ヘンリー・アキンワンデ       | イギリス         | WBC防衛1                                                       |
| 33           | 1997年10月4日  | ☆    | 1R 1:35 | KO      | アンドリュー・ゴロタ         | ポーランド       | WBC防衛2                                                       |
| 34           | 1998年3月28日  | ☆    | 5R 1:45 | TKO     | シャノン・ブリッグス         | アメリカ合衆国   | WBC防衛3                                                       |
| 35           | 1998年9月26日  | ☆    | 12R     | 判定3-0 | ジェリコ・マヴロヴィッチ     | クロアチア       | WBC防衛4                                                       |
| 36           | 1999年3月13日  | △    | 12R     | 判定1-1 | イベンダー・ホリフィールド   | アメリカ合衆国   | WBA・WBC・IBF世界ヘビー級王座統一戦 WBC防衛5                   |
| 37           | 1999年11月13日 | ☆    | 12R     | 判定3-0 | イベンダー・ホリフィールド   | アメリカ合衆国   | WBA・WBC・IBF世界ヘビー級王座統一戦 WBC防衛6 WBA・IBF・IBO獲得 |
| 38           | 2000年4月29日  | ☆    | 2R 2:53 | KO      | マイケル・グラント           | アメリカ合衆国   | WBC防衛7・IBF防衛1                                             |
| 39           | 2000年7月15日  | ☆    | 2R 2:39 | TKO     | フランソワ・ボタ             | 南アフリカ共和国 | WBC防衛8・IBF防衛2                                             |
| 40           | 2000年11月11日 | ☆    | 12R     | 判定3-0 | デビッド・トゥア             | ニュージーランド | WBC防衛9・IBF防衛3                                             |
| 41           | 2001年4月22日  | ★    | 5R 2:32 | KO      | ハシーム・ラクマン           | アメリカ合衆国   | WBC・IBF・IBO陥落                                              |
| 42           | 2001年11月17日 | ☆    | 4R 1:29 | KO      | ハシーム・ラクマン           | アメリカ合衆国   | WBC・IBF世界ヘビー級タイトルマッチ                             |
| 55           | 2002年6月8日   | ☆    | 8R 2:25 | KO      | マイク・タイソン             | アメリカ合衆国   | WBC防衛1・IBF防衛1・リングマガジン王座獲得                     |
| 44           | 2003年6月21日  | ☆    | 6R 終了 | TKO     | ビタリ・クリチコ             | ウクライナ       | WBC防衛2                                                       |
| テンプレート |                |      |         |         |                              |                  |                                                                |

## 獲得タイトル
- 第61代EBU欧州ヘビー級王座
- BBBofC英国ヘビー級
- コモンウェルスイギリス連邦ヘビー級王座
- WBC世界ヘビー級王座
- IBC世界ヘビー級王座
- WBA世界ヘビー級王座
- IBF世界ヘビー級王座
- IBO世界ヘビー級王座

## 出演映画
- オーシャンズ11 Ocean's Eleven (2001)